# にわとりとたまご
にわとりとたまごは、げんしじん事務所に所属していた女性お笑いコンビ。ワタナベコメディスクール1期生出身。
2002年結成、2008年4月にげんしじん事務所に所属。山口県立山口中央高等学校の同級生で結成。高校生時代は二人とも美術部だった。2012年9月に解散。
旧コンビ名は『親善大使』。解散時のコンビ名は「鶏が先か、卵が先か」という哲学の言葉から、福田が名付けた。

## メンバー
- 佐分利彩（さぶり あや、1978年5月1日 - ）

山口県出身。血液型 A型。身長166cm。
過去にピン芸人として活動。2010年10月より約半年程坊主頭にしていた。
- 福田真希子（ふくだ まきこ、1978年11月25日 - ）

山口県出身。血液型 A型。身長157cm。
同じ事務所所属のお笑いコンビ、ハニーベージュの名付け親となった。

## 芸風
以前は佐分利が自分の事を可愛いと言い、福田がブスであるといい続け、最後に福田が佐分利へ「あなたはバカでブスじゃん」と言って終わる漫才をしていた。この漫才から派生するような形で、二人がエステへしみ取りに行くという設定のコントがあり、この中では佐分利が福田へ「ブスなんだからシミを気にするな」と言い、福田がシミの気持ちになって反論するというなどの内容がある。
またクラリネットの練習をしている福田の所へ佐分利が現れ、「チョムチャッカ様の話を聞きましょう」と勧誘するようなことなどを始めるコントがある。
最近は佐分利がビキニ、福田がスクール水着と共に水着姿となり、「○○アイドルになりたい」（○○にはものまねなどが入る。）等のネタをしている。元々は佐分利が「3003年から来た缶ぽっくりアイドル『ポニー』」に扮した漫才をしており、自己紹介をする際は靴下のロゴである「PONY」を指していた。
最初、佐分利がボケ、福田がツッコミというポジションでやっていたが、後に、ネタによってはお互いのポジションが逆のようになったネタも演じることもあった。

## 賞レース等の戦歴
- M-1グランプリ2009 2010 2回戦まで進出
- キングオブコント2008 2回戦まで進出
- キングオブコント2009 2010 1回戦敗退
- R-1ぐらんぷり2010 1回戦敗退 (佐分利のみ)

## 出演

### テレビ
- 超能力スペシャル2010 今夜奇跡が?世界最強超能力者×最新脳科学 ナゾ解明プロジェクト（TBSテレビ）- 2010年1月4日
- あらびき団（TBSテレビ）- 2010年1月27日、佐分利のみ、虹の黄昏のかまぼこ体育館との「かまぼこ体育館feat.佐分利彩」として出演。
- ぶちぬき女芸人 （あっ!とおどろく放送局、2010年2月15日）

### ラジオ
- RADICAL LEAGUE（FM-FUJI）- 佐分利のみ

### ライブ
- げんしじん事務所主宰ライブ

雑音フェティッシュ
P級サマンサ
新薬芸品バイパス
爆笑あまにゃま寄席
- 100円すっとこ
- 日本音楽事業者協会主催ライブ『JAMEお笑いハーベスト』（2009年12月）
他

### 書籍
- 「笑いの聖戦」（スコラマガジン、2010年12月18日）